# Frederick James Brown
Frederick James Brown (* 6. Februar 1945 in Greensboro, Georgia; † 5. Mai 2012 in Scottsdale, Arizona) war ein US-amerikanischer Maler, der für seine ausdrucksstarken Porträts von Jazz- und Bluesmusikern sowie für seine Verbindung von abstraktem Expressionismus und figurativer Malerei bekannt wurde. Im Laufe seiner Karriere schuf er mehr als 300 Werke zu diesem Thema.

## Leben
Frederick Brown wuchs in Chicago auf. Seine Kindheit war geprägt von engen Beziehungen zur Musikszene; bekannte Bluesmusiker wie Howlin’ Wolf und Muddy Waters gehörten zum familiären Umfeld. Ein früher Freund war der Saxophonist Anthony Braxton, der auch eines von Browns ersten musikalischen Porträts inspirierte. Neben Musikporträts beschäftigte sich Frederick Brown auch mit religiösen, historischen und urbanen Themen. Er war stark beeinflusst vom deutschen Expressionismus sowie vom Abstrakten Expressionismus, insbesondere von Willem de Kooning, der zeitweise sein Mentor war und dem er ein viel beachtetes Porträt widmete. Obwohl er gelegentlich abstrakt arbeitete, blieb seine Malweise im Wesentlichen figurativ. Er war bekannt für großformatige Werke, Wandgemälde und Serien, in denen er häufig afroamerikanische Figuren vor farbintensivem Hintergrund darstellte. Die Chefkuratorin des Kemper Museum of Contemporary Art, Barbara O’Brien, bezeichnete seinen Stil als „expressiven Realismus“.
In den späten 1980er Jahren konzentrierte sich Brown verstärkt auf Musikerporträts. Zu seinen dargestellten Persönlichkeiten gehörten unter anderem Thelonious Monk, B. B. King, Count Basie, Louis Armstrong, Billie Holiday, Bessie Smith, Ray Charles, Ornette Coleman, Lionel Hampton und Jelly Roll Morton. Seine Werke wurden in renommierten Institutionen wie dem Kemper Museum of Contemporary Art in Kansas City, dem Studio Museum in Harlem, dem New Orleans Museum of Art sowie der National Portrait Gallery der Smithsonian Institution ausgestellt. In New York war sein Loft in SoHo in den 1970er Jahren ein Treffpunkt für Künstler, Schriftsteller und Musiker. Frederick J. Brown starb am 5. Mai 2012 im Alter von 67 Jahren an Krebs.

## Werk
Frederick Browns Werk umfasst sowohl abstrakte als auch figurative Malerei. Seine Inspirationsquellen sind vielfältig: afroamerikanische und indianische Kultur, religiöse Ikonografie, Jazzmusik und Kunstgeschichte. Besonders bekannt sind seine Porträts von Jazz- und Bluesmusikern wie Louis Armstrong, Billie Holiday und Ornette Coleman. Dabei versuchte er nicht nur die äußere Erscheinung, sondern auch die geistige Essenz der Porträtierten einzufangen. Browns Stil zeichnet sich durch expressives Kolorit und dynamische Pinselführung aus. Zu Browns bekanntesten Projekten zählt die monumentale Serie The History of Art, bestehend aus 110 miteinander verbundenen Gemälden, die die Entwicklung der Kunst weltweit darstellen. Dieses Werk befindet sich im Besitz des Kemper Museums und ist dort dauerhaft ausgestellt. Seine Werke sind unter anderem in den Sammlungen des Metropolitan Museum of Art in New York und des Kemper Museum of Contemporary Art vertreten. 1988 hatte er als erster westlicher Künstler eine Einzelausstellung im Museum der Chinesischen Revolution in Peking (National Museum of the Chinese Revolution).